# Чемпіонат острова Сантьягу (Південь) з футболу
Чемпіонат острова Сантьягу (Південь) з футболу або Liga Insular de Santiago (Zona Sul) — чемпіонат південної частини острова Сантьягу з футболу, який було створено в 2002 році.

## Історія
Переможець кожного розіграшу Чемпіонату цієї зони острова отримує право виступати в національному чемпіонаті. В період з 2007 по 2013 роки коли Спортінг (Прая) вигравав національний чемпіонат та виходив до нього як чемпіон цього турніру, команда, яка посідала 2-ге місце також потрапляла до національного чемпіонату. Чемпіонат виник після розподілу Чемпіонату острова Сантьягу на північну та південну частини в 2002 році, а тому ці чемпіонати є наймолодшими серед острівних чемпіонатів Кабо-Верде. Це був перший острівний чемпіонат, який з другого дивізіону перетворився на самостійний острівний чемпіонат. В період з 2002 по 2015 роки у лізі виступало десять клубів.
Починаючи з нового сезону в першому дивізіоні чемпіонату виступає 12 клубів, до того ж попереднього сезону жоден клуб не вибув до другого дивізіону острівного чемпіонату, крім того цього сезону до вищого дивізіону острівного чемпіонату приєдналися Дельта й Євженіу Ліма.

## Команди-учасниці чемпіонату сезону 2015/16
Сезон 2015/16 почався 13 листопада, це перший раз, коли ліга має додатково ще два клуби.
| - «Академіка» - «Байрру» - «Боавішта» - «Селтік» - «Дельта» - «Дешпортіву да Прая» - «Гаррідуш» - «Євженіу Ліма» - «Спортінг» - «Травадореш» - «Варанда» - «Віторія» | - «Аса Гранде» - «Бенфіка» - «Фіорентіна» - «Кумунідаде» - «Лапалома» - «Рібейра Гранде» - «Уніау душ Норте» - «Тчаденше» — Ачада Санту Ангтоніу - «Віланова» - «Андорінья» — Сан-Домінгуш - «Прая Рурал» |

## Переможці
- 2002/03 : Травадореш
- 2003/04 : Академіка (Прая)
- 2004/05 : Спортінг (Прая)
- 2005/06 : Спортінг (Прая)
- 2006/07 : Академіка (Прая)
- 2007/08 : Спортінг (Прая)
- 2008/09 : Академіка (Прая)
- 2009/10 : Спортінг (Прая)
- 2010/11 : Боавішта (Прая)
- 2011/12 : Спортінг (Прая)
- 2012/13 : Спортінг (Прая)
- 2013/14 : Спортінг (Прая)
- 2014/15 : Боавішта (Прая)

## Перемоги по клубах
| Клуб             | Перемог | Переможні роки                           |
| ---------------- | ------- | ---------------------------------------- |
| Спортінг (Прая)  | 7       | 2005, 2006, 2008, 2010, 2012, 2013, 2014 |
| Академіка (Прая) | 3       | 2004, 2007, 2009                         |
| Боавішта (Прая)  | 2       | 2011, 2015                               |
| Травадореш       | 1       | 2003                                     |